# Tipula astigma
Tipula astigma är en tvåvingeart som beskrevs av Evgenyi Nikolayevich Savchenko 1968. Tipula astigma ingår i släktet Tipula och familjen storharkrankar. Inga underarter finns listade i Catalogue of Life.